# Estación de ferrocarril de Dusambé
La estación de ferrocarril de Dusambé (en tayiko: Вокзали роҳи оҳани Душанбе, en ruso: Душанбе) es la principal estación de ferrocarril de Dusambé, la capital de Tayikistán. La estación fue inaugurada en 1929 y conecta la capital con el resto de ciudades del país, así como trenes internacionales a Moscú y Kazán.

## Historia
La historia de la estación de tren de Dusambé comienza en 1936, aunque el primer tren a Dusambé llegó el 10 de septiembre de 1929. El primer tren de Moscú llegó a Stalinabad el 29 de diciembre de 1950. La nueva estación se construyó en 1963 y todavía está en funcionamiento. En 1962, la primera locomotora diésel TE2 (locomotora diésel con transmisión eléctrica), que se produjo en Járkov de 1948 a 1955, llegó de Taskent a Dusambé. Hoy en día, la estación recibe cientos de miles de pasajeros al año y, en general, los ferrocarriles tayikos sirven a aproximadamente medio millón de pasajeros.